# Sausar
Sausar là một thị xã và là một nagar panchayat của quận Chhindwara thuộc bang Madhya Pradesh, Ấn Độ.

## Địa lý
Sausar có vị trí 21°39′B 78°47′Đ / 21,65°B 78,78°Đ Nó có độ cao trung bình là 352 mét (1154 feet).

## Nhân khẩu
Theo điều tra dân số năm 2001 của Ấn Độ, Sausar có dân số 24.312 người. Phái nam chiếm 52% tổng số dân và phái nữ chiếm 48%. Sausar có tỷ lệ 71% biết đọc biết viết, cao hơn tỷ lệ trung bình toàn quốc là 59,5%: tỷ lệ cho phái nam là 77%, và tỷ lệ cho phái nữ là 65%. Tại Sausar, 13% dân số nhỏ hơn 6 tuổi.